# Chloroclystis tortuosa
Chloroclystis tortuosa är en fjärilsart som beskrevs av West 1929. Chloroclystis tortuosa ingår i släktet Chloroclystis och familjen mätare. Inga underarter finns listade i Catalogue of Life.